# King Kong Groover
King Kong Groover es el segundo álbum de Babylon Zoo. El álbum sufrió por la poca promoción de parte de su sello discográfico, EMI, y de la poca cobertura de la prensa. Que no hacen bien en los charts.
La canción "Chrome Invader" fue originalmente llamada "Silver Surfer", pero tuvo que ser cambiada por razones de derechos de autor. La versión japonesa del álbum incluye dos bonus tracks: una cubierta acústica de la banda T. Rex, "Cosmic Dancer" y un remix de "The Boy with the X-Ray Eyes"
Los sencillos del álbum fueron "All The Money's Gone", que falló al entrar a las 40 mejores canciones, y una versión de Mott the Hoople, "Honaloochie Boogie", que fue abandonado poco tiempo después de que la promoción de esta había empezado.

## Lista de canciones
(Todas las canciones fueron escritas por Jas Mann, a menos que se indique lo contrario)
1. «All the Money's Gone»
2. «Manhattan Martian»

«# Honaloochie Boogie» (Ian Hunter/Mick Ralphs)
1. «Honeymoon in Space»
2. «Stereo Superstar»
3. «Chrome Invader»
4. «Bikini Machine»
5. «Are You a Boy or a Girl»
6. «Hey Man»
7. «Aroma Girl»
8. «Cosmic Dancer» (Marc Bolan) (Solo versión Japonesa)
9. «The Boy with the X-Ray Eyes» (Armageddon Babylon mix) (Solo versión Japonesa)